# Scinax boulengeri
A Scinax boulengeri a kétéltűek (Amphibia) osztályának békák (Anura) rendjébe és a levelibéka-félék (Hylidae) családjába tartozó faj.

## Előfordulása
A faj Kolumbiában, Costa Ricában, Nicaraguában, Panamában továbbá valószínűleg Hondurasban  él. Természetes élőhelye a szubtrópusi vagy trópusi nedves síkvidéki erdők, időszakos édesvizű mocsarak, legelők, ültetvények, kertek és lakott területek.